# San Juan de la Encinilla (kommunhuvudort)
San Juan de la Encinilla är en kommunhuvudort i Spanien.   Den ligger i provinsen Provincia de Ávila och regionen Kastilien och Leon, i den centrala delen av landet, 110 km väster om huvudstaden Madrid. San Juan de la Encinilla ligger 912 meter över havet och antalet invånare är 121.
Terrängen runt San Juan de la Encinilla är lite kuperad. Runt San Juan de la Encinilla är det ganska glesbefolkat, med 24 invånare per kvadratkilometer. Närmaste större samhälle är San Pedro del Arroyo, 4,1 km sydväst om San Juan de la Encinilla. Trakten runt San Juan de la Encinilla består till största delen av jordbruksmark.